# Deca u vojsci
Deca u vojsci su deca (definisana prema Konvencija o pravima deteta kao osobe ispod 18 godina) koja su u vezi sa vojnim organizacijama, kao što su državne naoružane jedinice i nedržavne naoružane grupe. Tokom istorije i u mnogim kulturama, deca su bila uključena u vojne kampanje. Na primer, hiljade dece je učestvovalo na svim stranama u Prvom svetskom ratu i u Drugom svetskom ratu. Deca mogu biti obučena i korišćena u borbama, mogu im biti dodeljene uloge poput prenosioca ili kurira, i korišćena za taktičku prednost kao ljudski štit, ili za političku prednost u propagandama.
Deca su lake mete za vojnu regrutaciju zato što su podložnija uticaju za razliku od odraslih. Neki su regrutovani od strane vojske, dok drugi biraju da se priključe, često da bi pobegli od siromaštva i zato što očekuju da im vojni život nudi obred prelaska u zrelo doba.
Regrutovana deca koja prežive naoružan konflikt često pate od psihičkih oboljenja, slabo su pismena i loša su sa brojevima, i imaju probleme sa ponašanjem poput povećane agresivnosti, što vodi ka većem riziku od siromaštva i nezaposlenosti u odraslom dobu. Istraživanja u UK i SAD-u su otkrila da je regrutacija dece adolescenata, i kada nisu poslata u rat propraćeno višim rizikom od pokušaja samoubistava, mentalnim poremećajima povezanim sa stresom, zloupotrebom alkohola i nasilnim ponašanjem.
Brojni sporazumi zahtevaju obuzdavanje učešća dece u naoružanim konfliktima. Prema organizaciji Međunarodna deca vojnici ovi dogovori su pomogli u sprečavanju regrutacije dece, ali praksa ostaje široko raširena i deca nastavljaju da učestvuju u neprijateljstvima širom sveta. Neke ekonomski jake nacije nastavljaju da se oslanjaju na vojne regrute od 16 ili 17 godina, a korišćenje mlađe dece u naoružanim konfliktima se povećalo poslednjih godina kao kod vojnih Islamskih pokreta i grupa koje se bore sa njima koje regrutuju decu u velikim brojevima.

## Istorija
Glavni članak: Istorija dece u vojsci
Istorija je puna dece koja su bila obučena i koričćena za borbu, određena da podrže uloge poput prenosioca ili glasnika, korišćena za prostituciju, ili korišćena za taktičku prednost kao ljudski štit, ili za političku prednost u propagandama. Na primer, 1814. godine, Napoleon je regrutovao mnogo tinejdžera za svoju vojsku. Na hiljade dece je učestvovalo na svim stranama u Prvom i Drugom svetskom ratu. Nastavljeno je korišćenje dece i kroz XX i rani XXI vek na svakom kontinentu, sa koncentracijom u delovima Afrike, Latino Amerike i na Srednjem Istoku. Tek sa početkom novog milenijuma međunarodne težnje su počele da ograničavaju i smanjuju vojno korišćenje dece.

## Trenutna situacija

### Državne vojne snage
Od prihvatanja Optimalnog protokola o umešanosti dece u naoružanim konfliktima 2000. godine (OPAC) globalni trend je postao usmeren prema ograničavanju regrutovanja odraslih sa 18 ili više godina, poznat kao standard Pravo-18 u naoružanim snagama. Većina država sa vojnim snagama se odlučila za OPAC, što takođe zabranjuje državama koje još uvek regrutuju decu da ih koriste u naoružanim konfliktima.
Pored toga, organizacija Međunarodne dece vojnika je izvestila da se deca ispod 18 godina još uvek regrutuju i obučavaju za vojne svrhe u 46 država, od ovoga najviše regruta ima 17 godina, manje od dvadesetak 16 godina, i nepoznat, manji broj regruta mlađe dece. Države koje se još uvek oslanjaju na decu kao na učesnike njihovih naoružanih snaga uključuje tri svetske države sa najviše populacije (Kina, Indija i Sjedinjene Države) i ekonomski najmooćnije (Države članice G7, osim Italije i Japana). Komitet prava dece Ujedinjenih nacija i drugi su pozvali na kraj regrutovanja dece u državne vojne snage, sa argumentima da vojne obuke, vojno okruženje, i obavezujući ugovor služenja nisu kompatibilni sa dečijim pravima i da ugrožavaju zdrav razvoj u adolescenciji.
Saudijska Arabija i Ujedinjeni Arapski Emirati su unajmili decu vojnike iz Sudana (posebno iz Darfura) u borbi protiv Huta u toku Jemenskog građanskog rata (2015 - sadašnjost).

### Nedržavne vojne grupe
One uključuju nedržavne naoružane paravojne organizacije, koje koriste decu kao miliciju, u insurekcijama, terorističkim organizacijama, gerilskim pokretima, ideološki ili religijski upravljanim grupama, naoružanim liberalnim pokretima, i drugim vrstama kvazi vojnih organizacija. Ujedinjene Nacije su 20017. godine identifikovale 14 zemalja u kojima su deca široko korišćena od strane takvih grupa: Avganistan, Kolumbija, Centralnoafrička republika, Demokratska Republika Kongo, Irak, Mali, Burma, Nigerija, Filipini, Somalija, Južni Sudan, Sudan, Sirija i Jemen.
Ne koriste sve naoružane grupe decu, približno 60 njih se uključilo u dogovor da smanje ili ukinu praksu od 1999. godine. Na primer, do 2017., Front islamskih oslobodioca Moro (MILF) na Filipinima je oslobodila skoro 2,000 dece svojih činova, 2016. godine pokret FARC-EP gerile u Kolumbiji se složio sa prestankom regrutacije dece. Druge države su krenule suprotnim smerom, naročito Avganistan, Irak, Nigerija i Sirija, gde islamistički borbeni aktivisti i suprotstavljene grupe su pojačale regrutovanje, obuku i korišćenje dece.

### Globalna procena
P. V. Singer sa univerziteta Brukings 2003. godine je procenio da deca vojnici učestvuju u tri četvrtine konflikata koji se trenutno vode. Iste godine je Kancelarija Ujedinjenih nacija za koordinaciju humanitarnih pitanja (UNOCHA) procenila da većina te dece ima više od 15 godina, iako su neki bili mlađi.
Danas, zbog široke rasprostranjenosti vojne upotrebe dece u područjima gde vojni konflikti i nesigurnosti sprečavaju pristup zvaničnika UN-a i trećih lica, teško je proceniti koliko dece učestvuje. Organizacija Međunarodne dece vojnika 2017. godine je procenila da su par desetina hiljada dece, verovatno preko sto hiljada koričćena u državnim i nedržavnim vojnim organizacijama širom sveta, 2018. godine je organizacija izvestila da su deca učesnici u barem 18 vojnih konflikata.

## Obrazloženje za upotrebu dece
Uprkos fizičkom i psihičkom nerazviću dece u odnosu na odrasle, postoji mnogo razloga zašta ih državne i nedržavne vojne organizacije koriste. Navedeni primeri uključuju:
- Piter V. Singer je sugerisao da je globalna proliferacija lakog automatskog oružja, kojim deca mogu lako da rukuju, napravila upotrebu dece kao direktnih vojnika čvrščom.[47]
- Romeo Dalaire je istakao ulogu prenaseljenosti u pravljenju dece jeftinog i prihvatljivog izvora za vojne organizacije.[48]
- Rodžer Rozenblat je sugerisao da su deca spremnija od odraslih da se bore za nemonetarne podsticaje poput religije, časti, prestiža, osvete i dužnosti.[49]
- Nekoliko komentatora, uključujući Bernda Bebera, Krisa Blatmana, Dejva Grosmana, Majkla Veselsa, i MekGurka i kolega, argumentovali su da zbog veće poslušnosti i pokornosti dece u odnosu na odrasle, lakše ih je kontrolisati, obmanuti i indoktrinisati.[2][8][9][10]
- Dejvid Gi i Rejčel Tejlor otkrili su da u UK-u vojska lakše privuče decu regrute od 16 godina nego odrasle od 18 godina.[12]
- Neki lideri vojnih grupa tvrdili su da deca, uprkos njihovoj nerazvijenosti, imaju svoje kvalitete kao vojnici u borbenim jedinicama, često su upadljivo neusrašivi, okrutni i izdržljivi.[8]

Dok su neka deca nasilno regrutovani obmanuti ili podmićeni radi pridruživanja vojnim organizacijama, druga se pridružuju svojom voljom. Postoji mnogo razloga za ovo. U studiji o deci u vojnim organizacijama širom sveta iz 2004., Rejčel Bred i Irma Speč istakle su komleks faktora koji podstiču regrutaciju, posebno:
- Siromaštvo kao pozadina uključujući smanjenu građansko vaspitanje ili prilike za zaposlenje
- Kulturna normalizacija rata
- Traženje novih prijatelja
- Osveta(na primer, nakon svedočenja ubistva prijatelja i srodnika)
- Očekivanja da uloga "ratnika" obezbeđuje obred prelaska u zrelo doba.[11]

Svedočenje deteta regrutovanog od strane Kambodžine vojne sile iz 1990-ih koje sledi je tipično za motivaciju mnoge dece za pridruživanje:
Pridružio sam se jer je mojim roditeljima falila hrana a nisam imao školu...Bio sam zabrinut zbog mina ali šta možemo da uradimo-to je naređenje (da se ide u prve redove). Kad je neko tsoa na minu ispred mene- bio je ranjen i umro je... Bio sam sa radiom u tom trenutku, oko 60 metara daleko. Sedeo sam u svojoj mreži za ležanje i video kako on umire... Vidim mladu decu u svakoj jedinici... Siguran sam da ću biti vojnik bar još par godina. Ako prestanem da budem vojnik neću imati posao jer nemam neke veštine. Ne znam šta ću da radim...

## Uticaj na decu
Još informacija: Uticaj rata na decu
Vidi takođe: Treninzi za regrutovanje
Skala uticaja na decu najpre je bila priznata od strane međunarodne zajednice u velikom izveštaju koji je naručila Generalna skupština UN-a, Uticaj oružanog sukoba na decu (1996), koji je izradio stručnja za ljudska prava Grasa Mašel. Izveštaj se posebno zasnivao na upotrebi mlađe dece, predstavljajući dokaze da je svake godine više hiljada dece bilo ubijeno, osakaćeno i psihički oštećeno.
Dalje istraživanje u izveštaju pokazalo je da regrutovana deca koja prežive oružani napad suočavaju se sa izrazito povišenim rizikom od psihijatrijskih bolesti, slabe pismenosti i računanja i problematičnog ponašanja. Istraživanja u Palestini i Ugandi, na primer, otkrilo je da je više od pola bivših dečijih vojnika pokazalo simptome posttraumatskog stresnog poremećaja, u Ugandi skoro njih 9 od 10 bilo je pozitivno na depresiju. Istraživači u Palestini otkrili su da su deca koja su izložena visokom stepenu nasilja u oružanim konfliktima suštinski sklonija pokazivanju agresije i asocijalnog ponašanja u odnosu na drugu decu. Kombinovani uticaj ovih efekata obično uključuju visok rizik od siromaštva i trajne nezaposlenosti u odrasloj dobi.
Prema Hjuman rajts voč dalja šteta je uzrokovana kada su deca bila pritvorena od strane oružanih snaga i grupa. Deca su često zatvorena bez dovoljno hrane, medicinske nege ili u drugim nehumanim uslovima, a neki dožive psihičko i seksualno zlostavljanje. Neki su zatvoreni sa svojim porodicama, ili su zatvoreni zbog aktivnosti nekog člana svoje porodice. Advokati i rođaci su često zabranjeni na sudskim saslušanjima.
Druga istraživanja su pokazala da regrutacija dece, ukljućujući odraslu decu, ima štetan uticaj čak i kada se ona ne koriste u oružanim sukobima dok ne dosegnu odraslu dobu. Vojni akademci u SAD-u karakterizuju vojnu obuku u svim uzrastima kao "intenzivnu indoktrinaciju" u uslovima stalnog stresa, je primarna svrha uspostaviti bezuslovnu i brzu poslušnost regruta. U akademskoj literaturi pronađeno je da su adolescenti u poređenju sa odraslima više ranjivi na visoko stresno okruženje, kao što je početna vojna obuka, posebno oni koji su u detinjstvu imali poteškoće. Regrutacija, čak i pre nego što regruti budu poslati u rat, propraćena je velikim rizikom od pokušaja samoubistava u SAD-u, psihičkih poremećaja u SAD-u i UK-u, od zloupotrebe alkohola i visokim rizikom od nasilnog ponašanja regruta povezanim sa prošlošću. Vojne položaje takođe karakterišu i povišene stope zlostavljanja i seksulanog uznemiravanja.
Vojne vežbe regrutovanja takođe se koriste da iskažu ranjivost dece i adolescenata srednjeg uzrasta. Naročito, dokazi iz Nemačke, UK-a, SAD-a, pokazali su da regruteri nesrazmerno ciljaju na decu iz siromašnijih sredina preko marketinga koji izostavlja rizike i ograničenja vojnog života. Neki od akademika vodili su debatu da marketing ove vrste kapitalizira na psihičkoj osetljivosti preko emocionalnog donošenja odluka.

## Međunarodno pravo

### Regrutovanje i korišćenje dece

#### Definicija deteta
Glavni članci: Konvencija o pravima deteta i Oslobođena deca iz rata
Konvencija o pravima deteta definiše dete kao bilo koje lice mlađe od 18 godina. Pariski principi definišu dete povezano sa oružanom silom ili grupom kao:
… bilo koju osobu mlađu od 18 godina koja je ili regrutovana ili korišćena od strane oružanih snaga ili oružanih grupa u bilom kom svojstvu, uključujući, ali ne i ograničavajući se na decu, dečake i devojčice, koji se koriste kao borci, kuvari, nosači, glasnici, špijuni ili u seksualne svrhe. Dokument je odobren od strane Generalne skupštine Ujedinjenih nacija. To se ne odnosi samo na dete koje je deo ili direktno učestvuje u neprijateljstvima. 

#### Deca do 15 godina starosti
Glavni članci: Konvencija o pravima deteta i Rimski statut Međunarodnog krivičnog suda
Dodatni protokoli Ženevskim konvencijama iy 1949. (čl. 77.2.,1977), Koncencija o pravima deteta (1989) i Rimski statut Međunarodnog krivičnog suda (2002) zabranjuju državnim oružanim snagama i nedržavnim napružanim grupama da direktno koriste decu mlađu od 15 godina u oružanom sukobu (tehnički "neprijateljstva"). Ovo je sada priznato kao ratni zločin.

#### Deca do 18 godina starosti
Glavni članak: Opcioni protokol o uključivanju dece u oružani sukob
Dodatne informacije: Konvencija o najgorim oblicima dečjeg rada i Afrička povelja o pravima i zaštiti dece
Većina država sa oružanim snagama su takođe obaveyane višim standardima Opcionog protokola o uključivanju dece u oružane sukobe (OPAC) (2000) i Konvencije o najgorim oblicima dečjeg rada (1999), koji zabranjuju obavezno zapošljavanje onih koji su mlađi od 18 godina. OPAC takođe zahteva od vlade koje još uvek zapošljavaju decu (od 16 godina starosti) "preduzmu sve moguće mere, kako bi osigurale da osobe mlađe od 18 godine ne učestvuju direktno u neprijateljstvima". Pored toga, OPAC zabranjuje nedržavnim oružanim grupama da regrutuju decu pod bilo kojim okolnostima, iako je pravna snaga toga neizvesna.
Najviši standard u svetu određen je Afričkom poveljom o pravima i zaštiti dece, koja zabranjuje državnim oružanim snaga da regrutuju decu mlađu od 18 godina pod bilo kojim omkolnostima. Većina afričkih država je ratifikovala Povelju.

#### Ograničenja i nedostaci
Države koje nisu članice OPAC-a podležu nižim standardima utvrđenim Protokolom I Ženevskih konvencija, koji omogućavaju oružanim snagama da koriste decu koja su se dobrovoljno prijavila kao posmatrači i nosioci poruka: 
Strane u sukobu će preuzeti sve moguće mere kako bi deca koja nisu navršila 15 godina života neposredno učestvovala u neprijateljstvima, aposebno će se sizdržati od njihovog regrutovanja u svoje opružane snage. Prilikom regrutovanja osoba koje su napunila petnaest godina, ali koje nisu napunila 18 godina, strane u sukobu će nastojati da daju prednost onima koji su najstariji. 
Međunarodni komitet Crvenog krsta predložio je da strane u sukobu „preduzmu sve neophodne mere” koje su konačno glasile, „preduzimanje svih mogućih mera”, što nije potpuna zabrana, jer se izvodljivo shvata kao značenje „sposobni da izvrše, urade ili ostvare, mogućno ili izvodljivo”. Tokom pregovora o klauzuli „učestvovanje u neprijateljstvima” dodata je reč „direktno”, čime se otvara mogućnost da bi deca dobrovoljci mogla biti indirektno uključena u neprijateljstva, kao što su prikupljanje i prenošenje vojnih informacija, pomoć u transportu oružja i municije, snabdevanja, itd.
Međutim, član 4.3.c Protokola II, dopunjen Ženevskim konvencijama od 12. avgusta 1949. godine, a koji se odnose na zaštitu žrtava nemeđunarodnih oružanih sukoba, usvojen 1977. godine, navodi da „deca koja nisu navršila petnaest godina života” neće biti regrutovana u oružane snage ili grupe, niti će im biti dozvoljeno da učestvuju u neprijateljstvima.

### Standardi za oslobađanje i reintegraciju dece
Glavni članak: Rehabilitacija i reintegracija dece vojnika
OPAC zahteva od vlada da demobilizuju decu u njihovoj nadležnosti, koja su regrutovana ili korišćena u neprijateljstvima i da pruže pomoć za njihov fizički i psihički oporavak i socijalnu reintegraciju. U ratu, građanskim nemirima, oružanim sukobima i drugim vandrednim situacijama, deci i mladima se takođe nudi zaštita prema „Deklaraciji Ujedinjenih nacija o zaštiti žena i dece u hitnim slučajevima i oružanom sukobu”. U cilju odgovarajućeg razoružanja demobilizacije i reintegracije bivših pripadnika naoružanih grupa, Ujedinjene nacije su pokrenule integrisane DDR standard, 2006.

### Ratni zločini
Dodatne informacije: Ratni zločin
Trenutno je podeljeno mišljenje o tome da li bi deca trebalo da budu procesuirana za ratne zločine. Međunarodno pravo ne zabranjuje krivično gonjenje dece koja čine ratne zločine, ali član 37. Konvencije o pravima deteta ograničava kaznu koju dete može dobiti: „Ni smrtna kazna, ni doživotni zatvor bez mogućnosti puštanja na slobodu neće se izreći za krivična dela počinjea od strane lica mlađih od 18 godina”.

#### Primer: Sijera Leone
Glavni članak: Specijalni sud za Sijera Leone
Nakon Građanskog rata u Sijera Leoneu, UN je ovlastio Specijalni sud za Sijera Leone (SCSL) da sudi bivšim borcima od 15 i više godina zbog kršenja humanitarnog prava uključujući ratne zločine. Međutim, Pariski principi navode da se deca koja učestvuju u oružanom sukobu prvo moraju smatrati žrtavama, čak iako su počinioci:
... [oni] koji su optuženi za zločine po međunarodnom pravu koji su navodno počinjeni dok su bili povezani sa oružanim snagama ili naoružanim grupama, trebalo bi prvenstveno smatrati žrtvama krivičnih dela protiv međunarodnog prava; ne samo kao počinioci. Oni moraju biti tretirani međunardnim pravom u okviru restorativne pravde i socijalne rehabilitacije, u skladu sa međunarodnim pravom koje deci pruža posebnu zaštitu kroz brojne sporazume i principe.
Ova princip se odražava u statutu Suda, koji nije isključio krivično gonjenje, ali je naglasio potrebu za rehabilitacijom o reintegracijom bivše dece vojnika. Dejvid Krejn, prvi glavni tužilac tribunala Sijera Leone, tumačio je statut u korist progona onih koji su regrutovali decu, a ne same dece, bez obzira na to koliko je zločina počinjeno.

#### Primer: Omar Khadr
U SAD-u, tužioci optužili Omara Khadra, Kanađanina, za krivična dela za koje tvrde da je počinio u Avganistanu, dok je imao 16 godina i borio se za talibane protv američkih snaga. ovi zločini zahtevaju kaznu doživotnog zatvora u skladu sa zakonom SAD-a. Tokom 210. godine, dok je bio pod torturom i prinudom, Khadr se izjasnio krivim za ubistvo u kršenju ratnih zakona, pokušaja ubistva u kršenju ratnih zakona, zavere, dve tačke pružanja materijalne podrške terorizmu i špijuniranja. Izjašnjenje o krivici je ponuđeno kao deo sporazuma o priznanju krivice, kojim bi se Khadr deportovao u Kanadu nako jedne godine zatvora, da bi odslužio još sedam godina. Omar Khadr je ostao u Zalivu Gvantanamo, a kanadska vlada se suočila sa međunarodnim kritikama zbog odlaganja njegove repatrijacije. Khadr je konačno prebačen u kanadski zatvorski sistem u septembru 2012. i oslobođen je uz kauciju od strane sudije u Alberti, u maju 2015. godine. Od 2016. godine, Khadr se žalio na njegovu osudu SAD-a kao ratnog zločinca.
Pre izricanja presude Specijalnom predstavnikiu Generalnom sekretaru UN-a za decu i oružane sukobe, pisao je američkoj vojnoj komisiji u Gvantanamu, bezuspešno apelujući na Khadrovo puštanje u rehabilitacijski program. U svom pismu, ona je rekla da Khadr predstavlja „klasičnu narativnu priču o dečjem vojniku: regrutovanog od strane beskrupuloznih grupa da preduzmu akcije za nadmetanje odraslih da se bore za bitke koje jedva da razumeju”.

## Uloga ujedninjenih nacija

### Pozadina
Dodatne informacije: Opcioni protokol o uključivanju dece u oružani sukob i Komitet za prava deteta
Zagovornici prava deteta su bili frustrirani nako što konačni tekst Konvencije o pravima deteta (1989) nije zabranio vojnu regrutaciju sve dece mlađe od 18 godina, pa su počeli da traže novi sporazum, kako bi se postigao novi cilj. Kao posledica togam novoosnovani Komitet za prava deteta je dao dve preporuke: prvo, da se zatraži veliko istraživanje UN-a o uticaju oružanog sukoba na decu; i drugom da se osnuje radna grupa Komisije UN-a za ljudska prava za pregovore o Dopunskom protokolu uz Konevnciju. Oba predloga su prihvaćena.

Odgovarajući Komitetu za prava deteta, Generalna skupština UN-a priznala je „teško pogršanje situacije dece u mnogim delovima sveta kao posledicu naoružanih sukoba” i natučila od stručnjaka za ljudska prava Grejsa Majkla da sprovede veliki rad o utvrđivanju činjenica. Majklov izveštaj, „Uticaj oružanog sukoba na decu”, objavljen je 1996. U izveštaju se navodi: 
Jasno je da je jedan od najhitnijih prioriteta uklanjanje svih osoba mlađih od 18 godina iz oružanih snaga. 
U međuvremenu komsija UN-a za ljudska prava osnovala je radnu grupu za pregovore o sporazumu o podizanju standarda u pogledu upotrebe dece u vojne svrhe. Nakon složenih pregovora i globalne kampanje, novi sporazum dogovren je 2000. godine kao Opcioni protokol uz Konvenciju prava deteta kod uključivanja dece u oružani sukob. Sporazum zabranjuje direktno učešće dece u oružanim sukobima, ali ne i njihovo regrutovanje od strane državnih snaga u dobi od 16 godina.

### Specijalni predstavnik Sekreterijata- zaduženog za decu i oružani sukob
Majklov izveštaj je doveo do novog mandata za Specijalnog predstavnika Sekreterijata za decu i oružane sukobe (SRSG- CAAC). Među zadacima SRSG-a je da izrade godišnji izveštaj Sekreterijata, o deci i oružanim sukobima, u kome se navode i opisuju najgore situacije regrutovanja i korišćenja dece širom sveta.

### Savet bezbednosti
Savet bezbednosti Ujedinjenih nacija redovno se sastaje da raspravlja, prima izveštaje i donosi rezolucije pod naslovom „Deca u oružanom sukobu”. Prva rezolucija po tom pitanju, Rezolucija 1261, usvojena je 1999. godine. Rezolucija 1539 jednoglasno je usvojena 2004. godine, osuđujući upotrebu dece vojnika i obavezujući generalnog sekretara UN-a da uspostavi sredstva za praćenje i izveštavanje o praksi, poznatoj kao mehanizam za praćenje i izveštavanje.

### Generalni sekretar Ujedinjenih nacija
Generalni sekretar objavljuje godišnji izveštaj o deci i oružanim sukobima. U izveštaju za 2017. identifikovano je 14 zemalja u kojima su deca široko korišćena u oružanim sukobima tokom 2016. (Avganistan, Kolumbija, Centralnoafrička Republika, Demokratska Republika Kongo, Irak, Mali, Mjanmar, NIgerija, Filipini, Somalija, Južni Sudan, Sudan, Sirija i Jemen) i šest zemalja u kojima su državne naoružane snage koristila decu u neprijateljstvima (Avganistan, Mjanmar, Somalija, Sudan, Južni Sudan,Sirija).
Generalni sekretar Ujedinjenih nacija Ban Kimun je 2011. godine pokrenuo pitanje dece u konfliktnim područjima koja su uključena u nasilne aktivnosti prema Izveštaju o ekstremnim merama.

## Deca u vojsci danas - po regionima i zemljama
Ovaj odeljak danas pokriva upotrebu dece u vojne svrhe. Za istorijske slučajeve, videti Istorija dece u vojsci.

### Afrika
Glavni clanak: Deca vojnici u Africi
Kancelarija Ujedinjenih Nacija za koordinaciju humanitarnih poslova procenila je da je polovina dece, koja su uključena u rad oružanih snaga i nedržavnih oružanih grupa širom sveta, u Africi. 2004. godine, Konvenicija o deci vojnicima je procenila da se 100.000 dece koristi u državnim i nedržavnim oružanim snagama na kontinentu, a 2008. godine se procenjuje da je to ukupno 120.000 dece, ili 40 posto od ukupnog broja.
Afrička Povelja o pravima i zaštiti dece (1990), koju je ratifikovala većina afričkih država, zabranjuje svako vojno regrutovanje dece mladje od 18 godina. Ipak, prema UN, tokom 2016. godine, deca su bila korišćena od strane naoružanih grupa u sedam afričkih zemalja (Centralnoafrička Republika, Demokratska Republika Kongo, Mali, Nigerija, Somalija, Južni Sudan, Sudan) i oružane snage u tri države (Somalija, Sudan, Južni Sudan).
Medjunarodni napori da se smanji broj dece u vojnim organizacijama u Africi poceli su sa principima i najboljim praksama u Kejp Taunu, razvijenim 1997. godine. Principi su predložili da se afričke vlade posvete OPAC-u, koji je tada bio u pregovorima, i da podignu minimalnu starosnu lestvicu za vojno regrutovanje sa 15 na 18. Principi su takodje definisali da je vojnik-dete uključivalo bilo koju osobu mladju od 18 godina koja je "deo bilo koje vrste redovne ili neregularne oružane sile ili grupe u bilo kom svojstvu...uključujuci devojke koje su regrutovane u seksualne svrhe..."
Konferencija o oslobodjenje dece iz rata u Parizu, 2007. godine, je proizvela pariske principe, koji su usavršili i ažurirali principe Kejptauna, primenili ih na globalnom nivou i naznačili praktičan pristup reintegraciji sadašnjih dečijih vojnika.

### Centralnoafricka Republika
Glavni clanak: Deca vojnici u Centralnoafrickoj republici
Upotreba dece od strane naoružanih grupa u Centralnoafričkoj Republici je bila istorijski zajednička. Izmedju 2012. i 2015. godine,cak 10.000 dece je korisćeno od strane naoružanih grupa u oružanom sukobu širom zemlje, a od 2016. godine, deca su još uvek bila korišćena. Uglavnom muslimanska koalicija Seleka oružanih grupa i pretežno hrišćanske Anti-Balaka milicije su koristile decu na ovaj način; neka su mladja od 8 godina.
U maju 2015. godine, na forumu Bangui (sastanak vlade,parlamenta,oružanih grupa,civilnog društva i verskih vođa), određeni broj oružanih snaga složio se da demobiliše hiljadu dece.
U 2016. godini, mera stabilnosti se vratila u Centralnoafričku Republiku, a prema podacima Ujedinjenih Nacija, 2,691 dečak i 1,206 devojčica su zvanično odvojeni od naoružanih grupa. Uprkos tome, regrutovanje i upotreba dece u vojne svrhe poraslo je za oko 50 posto u toj godini, uglavnom pod Božija vojska otpora .

#### Demokratska Republika Kongo
Glavni članak: Deca vojnici u Demokratskoj Republici Kongo
Hiljade dece služi u vojsci Demokratske Republike Kongo (DRK), kao i u raznim pobunjeničkim milicijama. Procenjeno je da je na vrhuncu Drugog rata u Kongu više od 30.000 dece borilo sa raznim snagama u sukobu. U filmu "Koni 2012" tvrdilo se da je Vojska otpora regrutovala taj broj.
Trenutno, DRC ima jedan od najvećih udela dece vojnika na svetu .Međunarodni sud je presudio o ovim praksama tokom rata.Tomas Lubanga Dilo, jedan od ratnih zapovednika u DRC-u, osuđen je na 14 godina zatvora zbog svoje uloge u regrutaciji dece vojnika od 2002. do 2003. godine. Lubanga je rukovodio Unijom patriota Konga i njenim oružanim krilom, Patriotskim snagama za oslobođenje Konga.Deca su bila primorana da se bore u oružanom sukobu u Ituriju.

#### Somalija
U izveštaju koji je objavila organizacija Međunarodni deca vojnici 2004. godine procenjeno je da je od 1991. godine 200.000 dece regrutovano u miliciju zemlje protiv njihove volje. Generalni sekretar UN-a, Antonio Guterez je komentarisao u izveštaju UN-a izveštaj u kojem se procenjuje da je više od 50 posto Al-Šababovog članstva u zemlji bilo mlađe od 18 godina, a neki su imali i manje od devet godina. Izveštaj je potvrdio da je u periodu od 1. aprila 2010. do 31. jula 2016. u Somaliji regrutovano 6.163 dece, od cega 230 devojcica. Al-Sabab je cinio 70 procenata ove regrutacije, a Somalijska nacionalna vojska je takođe regrutovala decu.

#### Sudan
Godine 2004. je oko 17.000 dece bilo korišćene od strane državnih oružanih snaga i nedržavnih oružanih grupa. Cak 5.000 dece je bilo deo glavne oružane suprotne grupe u to vreme, Sudanske narodne oslobodilačke vojske (SPLA). Neki bivši dečiji vojnici osuđeni su na smrt za zločine počinjeni dok su bili vojnici.
Deca su 2006. godine regrutovana iz izbegičkih kampova u čadu,a hiljade su korišćene u sukobu u Darfunu. Vlada je 2005. godine ratifikovala sporazum OPAC-a i do 2008. godine vojna upotreba dece je smanjena u zemlji, ali su i državne oružane snage i SPLA nastavili da ih regrutuju i koriste. Upotreba dece se i dalje smanjuje, ali su 2017. UN i dalje dobijale izvestaj o deci od 12 godina u vladinim snagama.

#### Zimbabve
Godine 2003., Guardijan je prijavio višestruka kršenja ljudskih prava od strane Nacionalne službe za mlade, državne milicije u Zimbabveu. Prvobitno zamišljena kao patriotska omladinska organizacija, postala je paravojna grupa mladih u dobu od 10 do 30 godina i korišćena je za suzbijanje neslaganja u zemlji. Organizacija je konačno zabranjena u januaru 2018. godine.

### Amerika

#### Bolivija
Godine 2001. vlada Bolivije je priznala da su deca mladja od 14 godina mogla biti prisilno regrutovana u oružane snage za vreme regrutovanja. Veruje se da je oko 40% bolivijske vojske mladje od 18 godina, a polovina je mladja od 16. Od 2018. godine, Bolivija poziva decu da počnu svoju punoletnu vojnu službu, vec sa 17 godina.

#### Kanada
U Kanadi ljudi se mogu pridružiti rezervnoj vojsci Kanadskih snaga u dobu od 16 godina sa dozvolom roditelja, a redovnoj vojsci u dobu od 17 godina,takođe uz dozvolu roditelja. Oni ne mogu volontirati za dužnost do navršene 18. godine zivota.

#### Kolumbija
U Kolumbijskom oružanom sukobu od sredine 1960-ih do donas, jedna cetvrtina nedržavnih boraca je bila i jos uvek je mlađa od 18 godina. Kolumbija je 2004. godine zauzela četvrto mesto u svetu po najvecoj upotrebi dece vojnika. Trenutno postoji 11.000-14.000 dece u oružanim grupama u zemlji. U pregovorima sa vladom,naoružane grupe su ponudile da zaustave regrutovanje maloletnika kao čip za pregovaranje, ali nisu ispoštovali ove ponude. Bjorkhaug tvrdi da je većina dece vojnika regrutovana kroz neku kombinaciju dobrovoljnog učešća i prinude.
Tokom 1998. godine, u saopstenju "Saveta Evrope", navedeno je da 30 odsto nekih gerilskih jedinica cine deca,a do 85 odsto nekih milicija, za koje se smatra da služe kao "poligon za buduće gerilske borce", je imalo decu vojnike. Procenjuje se da su neke paravojne jedinice koje su povezane sa vladom imale do 50 procenata dece, uključujuci i neke mladje od 8 godina.
Procenjuje se da je 2005. godine oko 11.000 dece bilo uključeno u paravojne formacije levice i desnice u Kolumbiji. "Približno 80 posto dece boraca u Kolumbiji pripada jednoj od dve levicarsko-gerilske grupe, FARC-u ili ELN-u. Preostali se bore u paravojnim redovima, uglavnom AUC". Prema policajki Singer, napad FARC-a na hidroelektranu u Guatapeu je 1998. godine uključivao militante od 8 godina, a video FARC-a iz 2001. godine prikazivao je dečake od 11 godina koji rade sa raketama. Grupa je takođe uzimala decu iz Vencuele,Paname i Ekvadora.
Snage bezbednosti kolumbijske vlade zvanično ne regrutuju decu, jer je zakonska starosna dob za obavezno i dobrovoljno zapošljavanje odredjena na 18. Međutim, studentima je bilo dozvoljeno da se upisu kao kadeti u vojnim srednjim školama, kao i oni sa 16 ili 17 godina-starije osobe mogu ući u programe vazduhoplovstva ili nacionalne vojne obuke. Pored toga, zarobljeni neprijateljski borci deca su bili zaposleni u kolumbijskoj vojsci radi prikupljanja obaveštajnih podataka u potencijalnom kršenju zakonskih zabrana.
Napori za demoblizaciju usmereni prema FARC-u u periodu 2016-2017. su pruzili nadu da ce se sukob okončati, ograničavajuci broj dece koja su uključena u nasilje. Međutim, ostale naoružane grupe tek treba demobilizovati, a sukobi jos uvek nisu rešeni.

#### Kuba
Na Kubi obavezna vojna služba i za dečake i za devojčice pocinje sa 17 godina. Muškim tinejdžerima je dozvoljeno da se pridruže miliciji teritorijalnih grupa pre obavezne službe.

#### Hauti
Na Haitiju nepoznat broj dece učestvuje u raznim labavo organizovanim grupama koje se bave političkim nasiljem.

#### Sjedinjene Americke Drzave
U Sjedinjenim Državama 17-godišnjaci se mogu pridružiti oružanim snagama uz pismenu saglasnost roditelja. Od 2015. godine, oko 16.000 17-godišnjaka je bilo godišnje upisano.
Američka vojska opisuje kontakte sa školama kao "kamen temeljac" svojih pristupa regrutovanju, a Zakon o zabrani dece ne daje regrutima zakonsko pravo na pristup svim detaljima ucenika. Telo za prava deteta su kritikovala američko oslanjanje na decu kao osoblje svojih oružanih snaga. Komitet za prava deteta je preporučio da SAD podigne minimalnu starosnu granicu za upis na 18.
U pregovorima o sporazumu OPAC-a, tokom 1990-ih SAD su se pridružile Velikoj Britaniji u snažnom protivljenju globalnoj minimalnoj starosnoj dobi od 18 godina i kao posledicu toga, ugovor je odredio minimalnu starost od 16 godina. SAD su ratifikovale sporazum 2002. godine ( ali od 2018. godine nije ratifikovana Konvencija o pravima deteta).
Po OPAC-u, američko vojno osoblje je obično zabranjivalo direktno učešće u neprijateljstvim do 18. godine, ali oni imaju pravo na "napredovanje", sto znaci da se mogu postaviti u borbenu zonu, radi obavljanja zadataka podrške. Komitet za prava deteta je pozvao SAD da promene ovu politiku i osiguraju da se maloletnici ne mogu rasporediti u naprednu operativnu oblast u zoni borbe.
U 2003. i 2004. godini, oko 60 maloletnih ljudi je greškom bilo raspoređeno u Avganistanu i Iraku. Ministarstvo odbrane je naknadno izjavilo da su "situacije odmah otklonjene i da su preduzete mere kako bi se sprečilo ponavljanje".
Predsednik Džordž V. Buš je 2008. godine potpisao Zakon o zaštiti dece-vojnika. Zakon kriminalizuje vodjenje vojne sile koja regrutuje decu vojnike. Takođe zabranjuje prodaju oružja zemljama u kojima se deca koriste u vojne svrhe. Definicija deteta vojnika u zakonu uključuje "svaku osobu mlađu od 18 godina koja neposredno učestvuje u neprijateljstvima kao pripadnik vladinih oružanih snaga". Predsednik Barak Obama je 2014. godine najavio da se odrekao zabrane Zakona o zaštiti dece vojnika za pomoć i prodaju oružja narodima koji koriste decu vojnike.

### Srednji Istok

#### Bahrein
Vojni kadeti, NCO podoficiri za obuku i tehničko osoblje se mogu upisati u odbrambene snage Bahreina od 15. godine života.

#### Iran
Iranski zakon zvanicno zabranjuje regrutaciju onih mlađih od 16 godina.
Tokom iransko-iračkog rata, deca su primljena u vojsku Basija gde su, prema kritikama iranske vlade, "poslati na front kao talasi ljudskih štitova". Kristofer Hičens je tvrdio da su Iranci "izgubili možda milion i po svoje dece na taj način", uključujuci i zbog pucnjave iz mitraljeza i čišćenja minskih polja i bodljikave žice, posla koji su dali deci, tako da stariji vojnici mogu proci. Drugi izvori procenjuju da je ukupan broj svih iranskih žrtava u opsegu od 200.000 do 600.000. Jedan izvor procenjuje da je 3% žrtava rata u Iranu i Iraku mlađe od 14 godina.
Bilo je iranske dece koja su napustila skolu i učestvovala u iransko-iračkom ratu bez znanja roditelja,uključujuci Muhameda Huseinija Fahmideh. Irački oficiri su tvrdili da su ponekad zarobili iransku decu vojnike od osam godina.
Od 2018, iranska vada regrutuje decu iz Irana I Avganistana kako bi se borili u Sirijskom građanskom ratu na strani snaga lojalnih ljudi Asada.

#### Izrael i Palestina
Glavni clanak: Deca bombasi samoubice u izraelsko-palestinskom sukobu
Džihad Šomali, u izveštaju pod naslovom "upotreba dece na okupiranim palestinskim teritorijama ", objavljen 2004. godine za Međunarodni /Palestinski sektor za odbranu dece, zaključuje izveštaj, navodeći da šačica dece doživljava mučenistvo kao način udara na one koji su odgovorni za njihovu beznadežnu situaciju i da su ih palestinske paravojne grupe regrutovale da vrše oružane napade. Međutim, Šomali dalje navodi da ne postoji sistematsko regrutovanje i da su visoki predstavnici grupa i palestinske zajednice protiv regrutovanja dece kao političke strategije. Šomali je izrazio mišljenje da političko rukovodstvo Palestinaca može učiniti više kako bi obeshrabrilo upotrebu dece od strane paravojnih jedinica, tražeći da rukovodstvo paravojnih snaga potpiše memorandum kojim se zabranjuje buka i regrutovanje dece. Poznato je da Hamas, palestinska organizacija koja upravlja pojasom Gaze, indoktrinira decu vojnicima kontaverznih ideologija, kao što je podsticanje nasilja protiv izraelskih okupacionih snaga.

Viliam O'Brajan, profesor Univerziteta Džordžtaun, pisao e o aktivnom učešću palestinske dece u Prvoj intifadi: "Čini se da je značajan broj, ako ne i većina vojnika intifade, mladi ljudi, imaju osnovnu skolu. Oni se bave bacanjem kamena i molotovljevih koktela i drugim oblicima nasilja". Arapski novinar Huda Al-Husein napisao je u jednom londonsko-arapskom listu 27. oktobra 2000. godine: 
Dok organizacije UN-a spašavaju decu vojnike, posebno u Africi, iz kontrole lidera milicija koji ih bacaju u peć borbe bandi, neki palestinski lideri... svesno izdaju naređenja u cilju prestanka njihovog detinjstva, čak iako to znaci njihov poslednji dah.
Godine 2002. Koalicija za zaustavljanje upotrebe dece vojnika ( sada Međunarodna vojska za decu) je rekla da " Dok postoje izveštaji da deca učestvuju u neprijateljstvima nema dokaza o sistematskom regrutovanju od strane naoružanih grupa". U 2004. godini, međutim, organizacija je saopštila da je bilo najmanje devet dokumentovanih samoubilačkih napada među palestinskim maloletnicima u periodu od oktobra 2002. do marta 2004. godine, u kojima se navodi: 
Nije bilo dokaza o sistemskom regrutovanju dece od strane palestinskih naoruzanih grupa. Medjutim, deca se koriste kao glasnici i kuriri, a u nekim slučajevima kao borci i bombaši samoubice u napadima na izrealske vojnike i civile. Sve glavne političke grupe uključuju decu na ovaj nacin, uključujuci i Fatah, Hamas, Islamski džihad i Narodni front za oslobođenje Palestine. 
U maju 2008. godine, Međunarodni izvestaj o dečijim vojnicima istakao je Hamas i Islamski džihad jer su " koristili decu u vojnim napadima i obuci" u svom iranskom delu.
Dana 23. maja 2005. Međunarodna amnestija je ponovila svoj poziv palestinskim naoružanim grupama da odmah okončaju upotrebu dece u oružanim aktivnostima: "Palestinske naoružane grupe ne smeju upotrebljavati decu pod bilo kojim okolnostima da vrše oružane napade ili da prevoze oružje ili drugi materijal".
U oktobru 2010. godine, izraelski vojni tribunal osudio je dva vojnika izraelskih snaga odbrane da koriste 11-godišnje dete kao ljudski štit tokom operacije "Izliveno olovo", prisiljavajuci ga da pretražuje torbe za eksplozivne naprave u svojoj kući.

#### Kurdistan
Tokom kurdsko-turskog sukoba, Kurdistanska radnicka partija (PKK) je aktivno regrutovala i otimala decu. Organizacija je optužena za otmicu vise od 2000 dece od strane turskih bezbednosnih snaga. Nezavisni izvestaju Hjuman rajts voč (HRV), Ujedinjenih nacija (UN ) i Medjunarodne amnestije su potvrdili regrutovanje i upotrebu dece vojnika od strane organizacije i njenih oružanih krila jos od 90-ih. U 2001. godini je objavljeno da je regrutovanje dece od strane organizacije bilo sistemsko. Nekoliko izvestaja je izvestavalo o bataljonu organizacije, zvanu "Tabura Zaroken Sehit Agit", koji je forimran uglavnom za regrutovanje dece. Takođe je izvestio da je Patriotska unija Kurdistana (PUK) regrutovala decu.
Prema Turskim sigurnosnim snagama, PKK je otela više od 983 dece starosti izmedju 12 i 17 godina, a vise od 400 dece je pobeglo iz organizacije i predalo se sigunosnim snagama. U izveštaju Fonda Ujedinjenih nacija za decu, objavljeno 2010. godine, regrutovanje dece od strane PKK-a je bilo jako opasno.
Hjuman rajts voč je 2016. optuzio PKK da je počinio ratne zlocine regrutovanjem dece vojnika u regionu Šingal u Iraku i u susednim zemljama.
Tokom sirijskog građanksog rata, više medija, uključujuci i Hjuman rajts voč, potvrdilo je da je IPG, organizacija povezana sa PKK-om, regrutovala i raspoređivala decu vojnike. Uprkos tvrdnji grupe da ce prestati da koriste decu, sto je kršenje međunarodnog prava, grupa je nastavila regrutovanje i korišcenje dece.
Godine 2018., godišnji UN -ov izveštaj o deci u oružanom sukobu pronašao je 224 slučaja regrutovanja dece od strane jedinica za zaštitu građana i njihove ženske jedinice u 2017., što je skoro pet puta više u odnosu na 2016. godinu. Sedamdeset dva deteta, skoro jedna trećina, bila su devojke. Grupa je takođe prijavljena kako je otela decu, kako bi ih angažovali.

#### Liban
Mnoge različite strane u libanskom građanskom ratu su koristile decu vojnike. U izveštaju Međunarodnog izveštaja i dečijim vojnicima, maja 2008. navodi se da Hezbolah obučava decu za vojne usluge. UN su 2017. godine izvestile da naoružane grupe, za koje se sumnja da su islamski militanti, regrutuju decu u zemlji.

#### Sirija
Tokom trajanja sirijskog građanskog rata, deca su se pridružila grupama koje su se protivile Bašaru al Asadu.U 2012. godini, UN je primio navode o pobunjenicima koji su koristili dečije vojnike, ali su rekli da nisu bili u mogućnosti da ih potvrde. U junu 2014. godine, izveštaj Ujedinjenih nacija je rekao da je opozicija regrutovala decu u vojne i pomoćne uloge. Iako se činilo da ne postoji takva politika, navodi se u izveštaju, nije bilo procedura za verifikaciju godina. Čuvar ljudskih prava je 2014. godine objavio da pobunjeničke frakcije koriste decu za uloge podrške i boraca, od lečenja ranjenika na ratištima, prenošenja municije i drugih pomagala na frontu dok su se borili, do delovanja kao snajpera.
Kurdske snage su takođe optužene da koriste ovu taktiku. U 2015. godini, Savet Evrope je tvrdio da je 59 dece, od kojih je 10 mlađe od 15 godina, regrutovano ili volontiralo za IPG ili IPJ,od jula 2014. godine, kad se kurdske vođe milicije potpisale sporazum o obavezi sa pozivom na Ženevu.
Predsednik Asad je 2013. godine usvojio zakon kojim se zabranjuje upotreba dece vojnika (bilo koga mlađeg od 18 godina), čije je kršenje kaznjivo od 10-20 godina "kaznenog rada". Da li se zakon zapravo primenjuje na vladine snage ili ne, nije potvrđeno, a bilo je optužbi da se deca regrutuju da bi se borila za sirijsku vladu protiv pobunjeničkih snaga.
Iranska vlada regrutuje decu iz Irana i Avganistana da se bore u Sirijskom građanskom ratu na strani snaga Asadovog režima.

#### Jemen
Specijalni predstavnik Ujedinjenih nacija za decu i oružani sukob, Radika Kumarasvami je izjavio u januaru 2010. da se " veliki broj" tinejdžera regrutuje u plemenskim borbama u Jemenu. Aktivista NGO-a, Abdul-Rahman al-Marvani, procenjuje da je u Jemenu svake godine ubijeno ili ranjeno 500 do 600 dece .
Saudijska Arabija i Ujedinjeni Arapski Emirati su unajmili decu iz Sudana ( posebno iz Darfura) da se bore protiv Houthisa tokom jemensko građanskog rata ( 2015-danas ).
Britanske sprecijalne snage SAS su navodno uključene u obuku dece vojnika u Jemenu. Navodno, 40% vojnika koji se bore za koaliciju pod vođstvom Saudijske Arabije su deca.
Saudijska Arabija je takođe angažovala jemensku decu vojnike kako bi saudijskom granicom štitila Houtis.

### Azija
Godine 2004., Koalicija za zaustavljanje korišćenja dece vojnika je izvestila da je u Aziji hiljade dece uključeno u borbene snage u aktivnim sukobima i situacijama prekida vatre u Avganistanu, Burmi, Indoneziji, Laosu, Filipinima, Nepalu i Šri Lanki. Vladino odbijanje pristupa zonama sukoba onemogućilo je dokumentovanje uključenih brojeva. 2004. godine, Burma je bila jedinstvena u regionu kao jedina zemlja u kojoj su vladine oružane snage prisilno regrutovale i koristile decu uzrasta od 12 do 16 godina. Džoni i Luter Htu, braća blizanci koji su zajednički vodili gerilsku grupu Božije vojske, procenjeno je da su imali oko deset godina kada su počeli da vode grupu, 1997. godine.

#### Avganistan
Milicije su regrutovale hiljadu vojnika tokom avganistanskog građanskog rata, tokom tri decenije. Mnogi se još uvek bore zbog talibana. Neki od onih koji su uzeti iz islamskih religijskih škola, ili medresa, koriste se kao bombaši samoubice i naoružani napadaci. Propagandni video o dečacima koji marširaju u maskiranoj uniformi i koriste slogane mučenistva izdali su 2009. godine avganistanski talibani u Pakistanu, Kueta Šura. To je uključivalo hvalospev 14-godišnjem talibanskom borcu koji je navodno ubio američkog vojnika.

#### Burma/Mjanmar
Državni savet za mir i razvoj je potvrdio da su se svi njegovi vojnici javili dobrovoljno i da su svi oni koji su primljeni imali 18 ili više godina. Prema Čuvaru ljudskih prava, čak 70.000 dečaka služi u nacionalnj vojci Burme/Mjanmara, Tatmadavu, a deca od 11 godina su prisilno regrutovana sa ulice. Dezerterstvo, navodi grupa, dovodi do kazne od 3 do 5 godina zatvora, ili čak pogubljenje. Grupa je takođe navela da oko 5.000 do 7.000 dece služi sa raznim različitim naoružanim etničkim opozicionim grupama, naročito u Ujedinjenoj državnoj vojsci. Generalni sekretar UN-a Ban Ki-Mun je objavio u junu 2009. godine izveštaj u kome spominje "teške povrede" nad decom u zemlji od strane pobunjenika i vlade. Administracija je 4. avgusta saopstila da ce poslati tim uBurmu/Mjanmar kako bi inistirala na dodatnim akcijama.

#### Indija
Glavni članak: Deca vojnici u Indiji
U Indiji se dobrovoljci mogu pridružiti mornarici od 16 i po godina, i vazduhoplovstvu od 17. godine. Ovi vojnici se raspoređuju tek nakon treninga, kada napune 18 ili više godina.

#### Nepal
Procenjuje se da u komonističkoj partiji nepalskih snaga radi oko oko 6.000 do 9.000 dece. Od 2010. godine, deca vojnici CPN-a su demobilisana.

#### Filipini
Islamske i komunističke oružane grupe koje se bore sa vladom su se rutinski oslanjale na decu regrute. Čuvar ljudskih prava je 2001. godine objavio da se procenjuje da su 13% od 10.000 vojnika u Islamskom oslobodilačkom frontu Moro ( MILF ) deca, te da neke paravojne snage povezane sa vladom takođe koriste decu. U 2016. godini, MILF je dozvolio 1869 dece da odu i obavezao se da više neće regrutovati decu. U istoj godini, međutim, UN je izvestio da druge naoružane grupe na Filipinima nastavljaju da regrutuju decu uglavnom između 13 i 17 godina.

### Evropa
Prema podacima izveštaja o deci u međunarodnim sukobima, trend u Evropi je bio da se regrutuju samo odrasli od 18 godina; Većina država dozvoljava regrutaciju odraslih, a od 2016. nije poznato da naoružane grupe koriste decu. Od 2018. godine, jedna zemlja, Ujedinjeno Kraljevstvo, upisivala je decu od 16 godina, a pet ih je upisivalo od 17 godina ( Austrija, Kipar, Francuska, Nemačka i Holandija). Od njih, Velika Britanije regrutuje decu u najvećem broju; 2016. je približno četvrtina novih regruta u britanskoj vojsci bila mlađa od 18 godina.
Sve evropske države su ratifikovale opcioni protokol o uključivanju dece u oružani sukob, tako da se deca regruti obično ne upotrebljavaju u neprijateljstvima dok ne postanu punoletna. Deca su se koristila kao borci u Prvom čečenskom ratu tokom 1990-ih.

#### Austrija
Austija poziva decu da započnu svoju obaveznu vojnu službu za odrasle godinu dana ranije, u dobi od 17 godina, uz pristanak njihovih roditelja.

#### Kipar
Kipar poziva decu da započnu svoju obaveznu vojnu službu za odrasle dve godine ranije, u dobi od 16 godina, uz pristanak njihovih roditelja.

#### Francuska
Francuska angažuje vojno osoblje od 17 godina i studente za vojno-tehničku školu sa 16 godina; 3% primljenih oružanih snaga je starosti ispod 18 godina.

#### Nemačka
Nemačka angažuje vojno osoblje od 17 godina; u 2015. godini 6% unosa oružanih snaga bilo je od dece mlađe od 18 godina.

#### Holandija
Holandija poziva vojno osoblje od 17 godina; 2014. godine 5% unosa oružanih snaga bilo je od dece ispod 18 godina.

#### Ukrajna
Tokom oružanog sukoba u istočnoj Ukrajni 2014. godine, Pravda za mir na Donbasu dokumentovala je 41 verifikovani pojedinačni slučaj regrutovanja dece u oružane formacije. 37 se odnosilo na učešće dece oružanim formacijama na teritoriji koja nije kontrolisana od strane Ukrajne i 4 na teritoriji pod kontrolom Ukrajne. Bilo je još 31 izveštaj o regrutovanju dece koje nije bilo moguće proveriti. Od 37 potvrđenih slučajeva na teritoriji koja nije bila pod kontrolom Ukrajine, 33 su bili dečaci i 4 devojčice; 57% je bilo od 16 do 17 godina, 35% je bilo ispod 15 godina, a starost nije mogla da se utvrdi u 8% slučajeva.

#### Velika Britanija
Deca od 16 godina u britanskoj vojsci, na paradi u Vojnoj fondaciji, Harogate, Britanske oružane snage upisuju se u dobi od 16 godina i primaju prijave od dece starosti 15 godina, sedam meseci. Od 2016., otprilike jedna cetvrtina pripadnika britanske vojske bila je mlađa od 18 godina. Prema OPAC-u, Ujedinjeno Kraljevstvo ne šalje redovne regrute da učestvuju u neprijateljstvima, i zahteva od regruta da traže pristanak roditelja pre upisa. Tela za prava deteta su kritikovala oslanjanje Velike Britanije na decu za svoje oružane snage.
Iako Velika Britanija normalno zabranjuje raspoređivanje u ratne zone sve dok regruti ne navrše 18 godina, to ne isključuje mogućnost da se to uradi. Ona je nehotice rasporedila 22 osobe mlađe od 18 godina u Irak i Avganistan između 2003. i 2010. Komitet za prava dece je pozvao Veliku Britaniju da promeni svoju politiku kako bi osigurao da deca ne mogu učestvovati u neprijateljstvima ni pod kojim okolnostima. U pregovorima o OPAC-u tokom 1990-ih, UK se pridružio SAD-u u suprotnosti sa globalnom minimalnom starošću od 18. godine.
Godine 2014., grupa od 17 godina starih vojnih regruta tvrdila je da ih je 17 instruktora zlostavljalo tokom obuke tokom 9 dana u junu 2014. To je prijavljeno kao najveća istraga zlostavljanja od strane britanske vojske. Medju navodima je da su instruktori napali regrute, namazali usta i držali ih pod vodom. Vojni sud je počeo 2018. godine, ali ubrzo je propao, nakon što je sudija presudio da je Kraljevska vojna policija (RMP) zloupotrebila istražni proces i da s toga ne bi bilo moguće sprovesti pravično suđenje.
Dalje informacije: Istraživanje o zlostavljanju vojske vojna akademije 2014.-2018.

### Okeanija

#### Australija
Australijske snage odbrane dozvoljavaju osoblju da se upise sa roditeljskim pristankom u dobi od 17 godina. Osoblje mlađe od 18 godina ne mogu biti raspoređene u inostranstvo ili upotrebljene u direktnoj borbi, osim u ekstremnim okolnostima kada ih nije moguće evakuisati.

#### Novi Zeland
Od 2018. godine, minimalna starosna granica za ulazak u Novozelandsku odbranu bila je 17.

## Pokret za okončanje vojne upotrebe dece
Vojna upotreba dece bila je uobičajena tokom istroije; samo u poslednjim decenijama praksa se susrela sa krtikama i zajedničkim naporima da se okonča. Napredak je bio spor, delom zato što su se mnoge oružane snage oslanjale na decu da popune svoje redove, i delom zato što je na ponašanje naoružanih grupa koje nisu države teško uticati.

### Novija istorija

#### 1970-ih-1980.
Međunarodni napori da se ograniči učešće dece u oružanom sukobu počeli su sa Dopunskim protokolima Ženevskih konvencija iz 1949. godine, usvojenim 1977. godine (čl. 77.2). Novi Protokoli zabranili su vojno regrutovanje dece mlađe od 15 godina, ali su nastavili da dozvoljavaju državnim oružanim snagama i nedržavnim oruažanim grupama da regrutuju decu od 15 godina i koriste ih u ratu. Napori su obnovljeni tokom pregovora o Konvenciji o pravima deteta (CRC), kada su nevladine organizacije (NVO) vodile kampanju za novi sporazum da se u potpunosti zabrani zapošljavanje dece. Neke države, čije su se oružane snage oslanjale na regrutaciju mlađih od 18 godina, oduprle su se tome, tako da je konačni tekst ugovora iz 1989. samo odražavao postojeći pravni standard: zabranu direktnog učešća dece mladje od 15 godina u neprijateljstvima.

#### 1990.
Devedesetih su nevladine organizacije osnovale Koaliciju da zaustave upotrebu dečijih vojnika da sarađuje sa vladama koje podržavaju kampanju za novi sporazum kako bi se ispravili nedostaci koje su videli u CRC-u. Nakon globalne kampanje koja je trajala 6 godina, sporazum je usvojen 2000. godine kao Opcioni protokol o uključivanju dece u oružani sukob (OPAC). Sporazum zabranjuje regrutovanje dece, osigurava da vojni regruti nisu mlađi od 16 godina i zabranjuje upotrebu regruta za decu u neprijateljstvima. Sporazum takođe zabranjuje nedržavnim oružanim grupama da regrutuju bilo koga mlađeg od 18 godina u bilo koju svrhu. Iako je većina država koje pregovaraju sa OPAC-om podržala zabranu zapošljavanja dece, neke države, koje predvode SAD u davezu sa Ujedinjenim Kraljevstvom, prigovarale su tome. Kao takav, ugovor ne zabranjuje regrutovanje dece u dobi od 16 ili 17 godina, iako dozvoljava državama da se vežu na viši zakonski standrard.

#### 2000.
Dan crvenih ruku, Međunarodni dan borbe protiv upotrebe dečijih vojnika, često je označen crvenim otiscima ruku. Nakon usvanja Opcionog protokola o uključivanju dece u oružani sukob, kampanja za globalnu ratifikaciju postigla je brz napredak. Od 2018. godine, OPAC je ratifikovan od strane 167 država. Kampanja je takođe uspešno podstakla mnoge države da uopšte ne regrutuju decu. U 2001. godini 83 države su odobrile samozapošljavanje odraslih, do 2016. ovo se povećalo na 126, što je 71% zemalja sa oružanim snagama. Otprilike 60 nedržavnih oružanih grupa takođe je sklopilo sporazume o zaustavljanju ili smanjivanju upotrebe dece, često posredovanu od strane UN-a ili NGO Ženevskog poziva.
MEđunarodna deca vojnici izveštavaju da je uspeh OPAC-ovog ugovora, u kombinaciji sa postepenim smanjenjem zapošljavanja dece od strane državnih oružanih snaga, doveo do smanjenja dece u vojnim organizacijama širom sveta. Od 2018. godine, regrutovanje i korišćenje dece i dalje je široko rasprostranjeno.
Naročito militantne islamističke organizacije kao što su ISIS i Boko Haram, kao i oružane grupe koje se bore protiv njih, koristile su decu u velikoj meri. Pored toga, tri najnaseljenije države- KIna, Indija i Sjedinjene Države- još uvek dozvoljavaju svojim oružanim snagama da upišu decu od 16 ili 17 godina, kao i pet grupa iz sedam zemalja: Kanade, Francuske, Nemačke, Ujedinjenog Kraljevstva i SAD.

### Događaji
Dan crvenih ruku (poznati kao Međunardni dan borbe protiv upotrebe dečijih vojnika) 12. je godišnji dan komemoracije kojim se skreće pažnja javnosti na praksu korišćenja dece kao vojnika u ratovima i oružanim sukobima. Datum odražava stupanje na snagu Opcionog protokola o uključivanju dece u oružani sukob.

### Protiv militarizacije detinjstva
Narednik američke vojske vežba učenike srednjih škola u srednjoj školi Jackson u Gruziji, SAD. Mnoge države koje ne dozvoljavaju svojim oružanim snagama da regrutuju decu, nastavile su da kritkuju marketing vojnog života deci putem obrazovnog sistema, u gradjanskim prostorima i popularnih zabavama kao što su filmovi i video igre. Neki komentatori su tvrdili da je ovaj marketing deci manipulativan i deo vojnog procesa regrutacije i stoga bi ga trebalo etički vrednovati kao takve. Ovaj princip je doveo do toga da neke grupe vode kampanju za regulisanje odnosa između vojnih organizacija i mladih ljudi, na osnovu prava dece i javnog zdravlja. Odbijanje militarizacije mladih koji pripadaju programu Var Resisters Internacional, Stop regrutaciji dece US i vojska van skolske kampannje u UK. Slične brige su se pojavile i u Nemačkoj i Izraelu.

## Rehabilitacija i reintegracija dece vojnika
Glavni članak: Rehabilitacija i reintegracija dece vojnika
Vidi takođe: Razoružavanje, demobilizacija i reintegracija
Organizacija Međunarodne Dece Vojnika definiše reintegraciju kao "proces u kome se deca koja su ranije bila povezana sa vojnim grupama podržavaju u povratku na građanski život i imaju cenjene uloge u svojim porodicama i zajednicama". Programi kojima je cilj da rehabilituju i reintegriraju decu vojnike, poput onih sponzorisanih od strene UNICEF-a, obično naglašavaju tri komponente: ponovno ujedinjenje sa porodicom/mrežom zajednice, psihološku podršku, i obrazovanje/ekonomsku priliku. Ovi napori uzimaju najmanje 3 do 5 godina posvećenosti da bi se program uspešno izvršio. Generalno gledano, napori za reintegracijom pokušavaju da vrate decu u sigurno okruženje, da stvore osećaj opraštanja u ime detetove porodice i zajednice kroz religiozna i kulturne ceremonije i rituale, i ohrabruju ponovno ujedinjenje deteta sa njenom ili njegovom porodicom.
Napori za reintegracijom mogu da postanu izazovni kada je dete o kome se radi počinilo ratne zločine jer u tim slučajevima stigma i ozlojađenost zajednice može biti pogoršana. U takvim situacijama, važno je da su detetove potrebe u balansu sa osećanjem pravde zajednice. Ovakvim situacijama se treba odmah posvetiti, jer u suprotnom mnoga deca se suoče sa pretnjom ponovne regrutacije. Takođe postoje dva područja reintegracije koja zahtevaju specijalno razmatranje: devojčice vojnici i koričćenje droge među decom vojnicima. Deca vojnici koja su bila pod uticajem droga ili imaju polno prenosive bolesti zahtevaju dodatne programe specifične njihovim potrebama.

### Opšte
- Dete
- Istorija dece u vojsci
- Deca u vanrednim situacijama i konfliktima
- Dečija prava
- Deca robovi
- Stres u ranom detinjstvu

### Poznati slučajevi upotrebe dece u vojnim svrhama
- Grejs Akelo, Uganda
- Loung Ung, Kambodža
- Ismael Be, Sijera Leone
- Kalvin Graham, Amerika
- Muhamed Husein Fahmideh, Iran
- Omar Kadr, Kanada
- Luftwaffenahelfer, Nemačka
- Lwow Eaglets, Poljska
- Dominik Ongven, Uganda
- Vraćeni: Deca vojnici iz Nepalske Maoističke armije

### Kampanje i učesnici kampanja koji su se zalagali za prestanak korišćenja dece vojsci
- Child Soldiers International
- Els de Temmerman
- Grasa Mašel
- Romeo Dalaire
- War Resister International
- Red Hander Day

### Povezana krivična dela protiv dece
- Trgovina decom

### Povezani internacionalni zakoni i standardi
- Konvencija o pravima djeteta
- Rimski statut Međunarodnog krivičnog suda
- Konvencija o najgorim vrstama dela koja su deca počinila
- Međunarodno humanitarno pravo
- Rezolucija Saveta bezbednosti Ujedninjenih nacija
- Radne grupe za decu i naoružane konflikte
- Pariski principi (oslobođenje dece od ratnih konferencija)

### Druge manjinste grupe u vojsci
- Žene u oružanim snagama
- Transrodni ljudi u vojsci
- Seksualna orijentacija i polni identitet u vojnoj službi

### Dokumentarni filmovi
- Kony 2012, dokumentarni film
- "La vita non perde valaore" ("Život ne gubi vrednosti), dokumentarni film
- "My Star in the Sky" istinita priča o preživljavanju, prijateljstvu i ljubavi između dvoje dece vojnika koji su oteti od strane Božije vojske otpora (LRA) za vreme konflikta između Ugande i Sudana.[228]

### Popularna kultura
- Beasts of No Nation, film
- Krvavi dijamant, film
- Johnny Mad Dog, film

## Napredno čitanje
- Vautravers, A. J. (2008). „Why Child Soldiers are Such a Complex Issue”. Refugee Survey Quarterly. 27 (4). doi:10.1093/rsq/hdp002.
- Humphreys, Jessica Dee (2015). Child Soldier: When Boys and Girls Are Used in War. Toronto: Kids Can Press. ISBN 978-1-77138-126-0.
- International Centre for Counter-Terrorism (ICCT) & The Global Center on Cooperative Security (September 2017). "Correcting the Course: Juvenile Justice Principles for Children Convicted of Violent Extremism Offenses", ICCT & GCCS, 1–12. https://icct.nl/publication/correcting-the-course-advancing-juvenile-justice-principles-for-children-convicted-of-violent-extremist-offenses/ Архивирано на веб-сајту  (29. август 2022)

## Spoljašnje veze

### Advokatura i kampanje
- Child Soldiers Internacional
- Hjuman rajts voč
- UNICEF, Child Soldiers
- War Child
- Watchlist